# Gauropterus
Gauropterus är ett släkte av skalbaggar som beskrevs av Thomson 1856. Gauropterus ingår i familjen kortvingar.
Släktet innehåller bara arten Gauropterus fulgidus.